# کن باورساکس
کن باورساکس (به انگلیسی: Kenneth Dwane "Sox" Bowersox) فضانورد اهل ایالات متحده آمریکا است که در ۱۴ نوامبر ۱۹۵۶ میلادی در پورتسموث، ویرجینیا زاده شد. وی در مأموریت اس‌تی‌اس-۵۰، اس‌تی‌اس-۶۱، اس‌تی‌اس-۷۳، اس‌تی‌اس-۸۲، اس‌تی‌اس-۱۱۳، اکسپدییشن ۶، سایوز تی‌ام‌ای-۱ حضور داشته است.